# Hachmühlen
Hachmühlen ist einer von 16 Ortsteilen der Stadt Bad Münder am Deister im niedersächsischen Landkreis Hameln-Pyrmont in Deutschland.

## Geografische Lage
Hachmühlen liegt im Naturpark Weserbergland Schaumburg-Hameln. Im Ort kreuzen sich die Bundesstraße 442 zwischen dem Stadtzentrum Bad Münder und Coppenbrügge mit der Bundesstraße 217 zwischen Springe und Hameln. Nordöstlich ist das Naturschutzgebiet Saupark Springe. Im Norden beginnt der Deister und im Westen der Süntel. Im Ortsgebiet münden der Gelbbach und der Sedemünder Mühlbach in die Hamel.

## Geschichte
Erste urkundliche Erwähnung findet der Ort im Jahr 1217 als Hac- oder Hagmühle. Namensgeber war die am Ort betriebene Wassermühle. Sie wurde damals von den Edelherren von Brüninghausen dem Kloster Mariensee geschenkt. Ein Angehöriger eines sich nach Hachmühlen benennenden Niederadelsgeschlechts erscheint von 1247 bis 1251 als Vasall der Grafen von Hallermund in den Quellen. 1282 gelangte Hachmühlen in die Hände der Welfen. 1338 wird erstmals eine Burg erwähnt, als sie an die Grafen von Spiegelberg verpfändet wurde. In der 2. Hälfte des 14. Jhs. diente die Burg auch als deren Residenz. Im 1421 ausgebrochenen Konflikt zwischen dem Bistum Hildesheim und dem Herzogtum Braunschweig-Lüneburg  wurde die Burg 1431 vom Bistum und 1434 durch die Welfen belagert. Diese stauten die umgebenden Bäche auf, bis die Burg überschwemmt wurde und aufgegeben werden musste. Auf Betreiben der Städte Hannover und Hildesheim wurde die Burg 1435 zerstört, da von ihr aus die Spiegelberger mehrmals Warentransporte dort ansässiger Kaufleute überfallen hatten. Der spätere Ort Hachmühlen ist möglicherweise aus einem Vorwerk der Burg hervorgegangen.
Hachmühlen ist seit 1950 Standort der Sonderstation für Schwerunfallverletzte in Trägerschaft des Friederikenstift Hannover.
Das Dorf Hachmühlen wurde am 1. Januar 1973 im Zuge der Gebietsreform als einer von 16  Ortsteilen zur Stadtgemeinde Bad Münder vereinigt.

## Politik
Ortsbürgermeister ist Hartwig Möller (Freie Wählergemeinde).
Hachmühlen hat einen gemeinsamen Ortsrat mit dem Nachbarort Brullsen.

## Kultur und Sehenswürdigkeiten

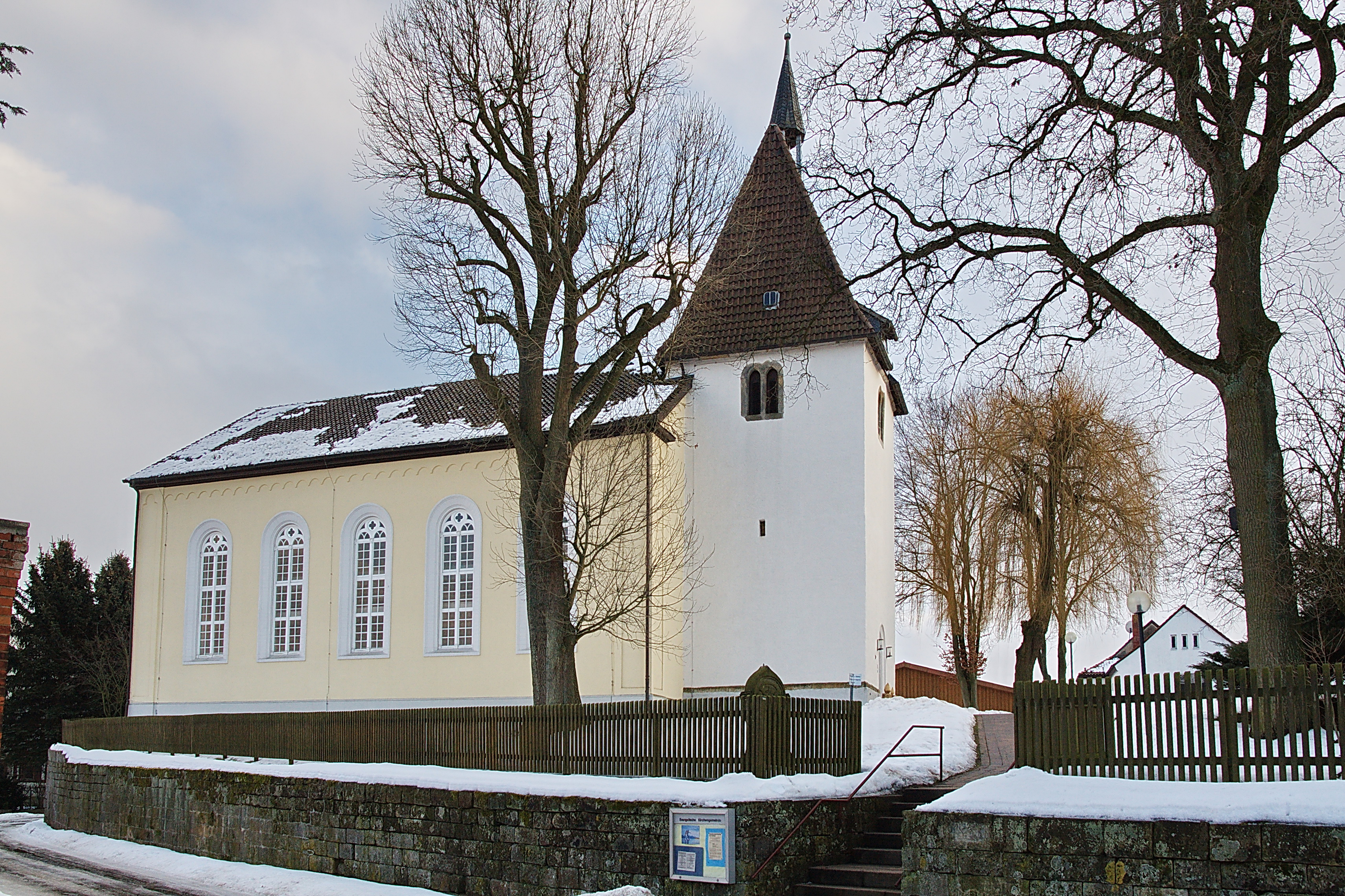
St.-Martins-Kirche

- Zum Kirchspiel der St.-Martins-Kirche gehört schon immer auch der Nachbarort Brullsen. Das ursprüngliche Gebäude wurde im Dreißigjährigen Krieg niedergebrannt und nach notdürftigen Reparaturen erst im 19. Jahrhundert nachhaltig erneuert. Die Kirche gilt als das Wahrzeichen des Ortes.[5]
- Das 1892 nach einem Brand neu errichtete Nachfolgegebäude der namensstiftenden Wassermühle dient heute als Wohngebäude.

## Sport
In Hachmühlen sind der Schützenverein Hachmühlen und der TSV Hachmühlen von 1922 beheimatet. Der TSV Hachmühlen besteht aus 3 Sparten (Fußball, Tischtennis, Turnen), wobei in der Turnsparte etliche Untersparten, wie Beachvolleyball und Wandern zu finden sind. Die bisher größten sportlichen Erfolge wurden in der Damen-Tischtennis-Abteilung erzielt. Dort wurde 1992/93 die Herbstmeisterschaft in der drittklassigen Regionalliga erreicht.